# Alfonso Ferrabosco l'ancien
Pour les articles homonymes, voir Ferrabosco.
Alfonso Ferrabosco (baptisé le 18 janvier 1543 à Bologne - mort le 12 août 1588 à Bologne) est un compositeur de la Renaissance, le seul madrigaliste italien actif en Angleterre, et en grande partie à l'origine de l'essor du madrigal dans ce pays. Il a également composé de nombreuses œuvres de musique sacrée. D'après certains témoignages, il aurait été espion en Italie pour le compte d'Élisabeth Ire d'Angleterre. Son fils illégitime Alfonso Ferrabosco II, parfois appelé Alfonso Ferrabosco le jeune, a également été compositeur, et célèbre pour sa virtuosité à la viole.

## Biographie
Alfonso Ferrabosco, fils aîné de Domenico Ferrabosco, appartient à une famille de l'aristocratie bolonaise, qui compte un grand nombre de musiciens. Sa jeunesse est mal connue ; il en a passé une partie à Rome, ainsi qu'en Lorraine, au service de Charles de Lorraine. En 1562, il se rend pour la première fois en Angleterre, probablement en compagnie de son oncle. Il y trouve un emploi, au service d'Élisabeth Ire.
Ferrabosco introduit le madrigal en Angleterre. Ce genre ne devient vraiment à la mode qu'à partir de 1588 - année au cours de laquelle est publiée le recueil de Nicholas Yonge Musica Transalpina ; le madrigal est la forme musicale dominante en Angleterre à la fin du XVIe et au début du XVIIe siècle. Le style de Ferrabosco, moins audacieux que celui de Marenzio et de Luzzaschi, est très apprécié du public anglais. Ses madrigaux sont composés pour cinq ou six voix, dans un style léger, ne prenant pas en compte les développements survenues en Italie, comme le recours au chromatismes et le figuralisme. Ils sont d'une grande qualité technique, ce qui contribue à séduire le public anglais : Thomas Morley emploie l'expression « deep skill » pour qualifier les œuvres de Ferrabosco, lorsqu'il en reprend plusieurs dans un recueil publié en 1598.
Ferrabosco perd son héritage en Italie alors qu'il se trouve en Angleterre ; au cours d'un séjour en Italie, il est accusé d'avoir commis plusieurs crimes (vol, assassinat) en Angleterre. Il est finalement disculpé, mais quitte l'Angleterre pour s'installer à Bologne, où il meurt en 1588.

## Discographie
- Huelgas Ensemble (dir. Paul Van Nevel), Alfonso Ferrabosco il padre : Psaume 103 - Motets & chansons, Harmonia Mundi, 2005